# Оттілі Толанські
Оттілі Толанські, уроджена Пінкасович (1912—1977) — австрійська художниця, відома своїми картинами з оголеними фігурами, квітами та натюрмортами. Оттілі провела більшу частину своєї кар'єри в Англії.

## Біографія
Оттілі народилася в Чернівцях, які тоді були частиною Австро-Угорщини, а тепер в Україні, але виросла у Відні і завжди вважала себе австрійкою. Її батько, Саломо, був оберкантором у Старій синагозі в Берліні та всесвітньо визнаним співаком. Вона вивчала мистецтво в Берліні в школі Реймана та в Берлінській академії образотворчого мистецтва, перш ніж переїхати до Англії в 1933 році. Там вона навчалася в муніципальній школі Манчестера, а пізніше, після Другої світової війни, в художній школі Хаммерсміт у Лондоні. Оттілі, малюючи здебільшого маслом, зображувала оголені фігури, квіти та натюрмортні композиції, а протягом своєї кар'єри провела кілька персональних виставок у лондонських галереях. Вона також була постійним учасником виставок у Королівській академії, а також у Жіночому міжнародному художньому клубі та Новому англійському художньому клубі. Толанскі була обрана членом Королівського інституту художників маслом. Її роботи були представлені в журналах Studio International і ArtReview.
Оттілі вийшла заміж за фізика Семюеля Толанські в 1935 році, вони оселилися в Річмонді в графстві Суррей і мали двох дітей. Великі ретроспективи її робіт були проведені в торговому центрі Galleries у 1979 році та в Hurlingham Gallery в Лондоні протягом 1989 року. Музей і художня галерея кераміки зберігає приклади її картин.